# The Trouble with the Truth (film)
The Trouble with the Truth is een Amerikaanse romantische dramafilm uit 2012, geregisseerd door Jim Hemphill, die ook het scenario schreef. De hoofdrollen worden vertolkt door Lea Thompson en John Shea.

## Verhaal
Romanschrijfster Emily en jazzmuzikant Robert, een gescheiden koppel, ontmoeten elkaar weer na de verloving van hun dochter Jenny. Tijdens een diner blikken ze terug op hun leven en hun mislukte huwelijk.

## Rolverdeling
| Acteur          | Personage      |
| --------------- | -------------- |
| Lea Thompson    | Emily          |
| John Shea       | Robert         |
| Danielle Harris | Jenny          |
| Keri Lynn Pratt | Heather        |
| Rainy Kerwin    | Staci          |
| Ira Heiden      | maître d'hôtel |
| Adrienne Rusk   | serveerster    |